# Resolució 476 del Consell de Seguretat de les Nacions Unides
La Resolució 476 del Consell de Seguretat de les Nacions Unides, aprovada el 30 de juny de 1980, va declarar que "totes les mesures i accions legislatives i administratives adoptades per Israel, la Potència ocupant, que pretenen alterar el caràcter i l'estatus de la Ciutat Santa de Jerusalem, no tenen validesa legal i constitueixen una violació flagrant de la Quarta Convenció de Ginebra".
La resolució va ser aprovada per 14 vots a cap, i els Estats Units es van abstenir.